# Свети Александър Невски (Талин)
Катедралата „Свети Александър Невски“ (на естонски: Neeva Aleksandri peakirik; на руски: Александро-Невский собор) е православна църква в град Талин, Естония. Тя е катедрален храм на Талинската епархия на Естонската православна църква.
Построена е през 1900 година по проект на Михаил Преображенски и е посветена на новгородския княз и православен светец Александър Невски.